# Koloman Ogrski
Koloman (Knjižni) (madžarsko I. (Könyves) Kálmán , hrvaško Koloman), hrvaški kralj (1102-1116), ogrski kralj (1095-1116), * ca. 1070, † 1116, pripadnik dinastije Árpádovcev. Poleg Štefana I. in Ladislava I Koloman velja za enega najpomembnejših madžarskih vladarjev.

## Življenje
Ogrski kralj Géza (vladal 1074- 1077) se je okrog leta 1070  poročil s Sofijo Loonsko, ki je izhajala iz družine Giselberta Loonskega. V tej zvezi sta se okrog leta 1070 rodila Koloman in Álmoš. Oče je že nekaj let po začetku svoje vladavine umrl, Koloman in njegov brat pa sta bila ob njegovi smrti še mladoletna, zato je prestol po načelu starešinstva, po katerem prestol deduje najstarejši vladarjev sorodnik, brez nemirov zasedel brat Ladislav. Ker Ladislav ni imel potomcev, je vzgajal Gézina sinova. Po Ladislavovi smrti je Koloman postal ogrski kralj, Álmoš pa vojvoda v Nitri in v deželi Bihar (danes županija Hajdú-Bihar in sosednja romunska pokrajina Bihar). Koloman je bil poročen s po imenu neznano hčerko Rogerja Sicilskega, kasneje pa z Eufemijo Kijevsko, hčerjo kijevskega vladarja Vladimirja Monomaha. Rodili so se mu otroci Štefan II., Ladislav  in domnevno tudi Boris Kolomanovič. Ker je Kolomanov prestolonaslednik, najstarejši sin Ladislav, umrl že leta 1112, Borisa pa je zaradi prešuštva žene Eufemije imel Koloman za bastarda, je ogrski prestol pripadel Štefanu II. Koloman je umrl leta 1116.
Kolomana so imenovali »Knjižni Koloman« (madžarsko I. (Könyves) Kálmán) zato, ker je imel rad knjige. Po nekem pismu papeža Urbana II. je bil celo najbolj izobražen vladar na začetku 12. stoletja. Koloman je bil po zapisih sodeč grbav in šepav, poraščen in naj bi imel govorne motnje.   Opozoriti pa velja, da je opisovanje Kolomana kot grdega, šepavega, jecljavega in pretkanega človeka verjetno nastalo pod vtisom kronistov ogrskih vladarjev, ki so bili potomci oslepljenega Álmoša, in Kolomana niso marali.

## Dosežki

### Škof v Váradu
Ladislav, ki ni imel svojih otrok, je vzgajal Gézina sinova Kolomana in Álmoša. Álmoša je Ladislav leta 1091 (ali 1092) določil za vojvodo oziroma za »kralja« v Slavoniji, Kolomana pa je postavil na manj pomembno mesto škofa v Váradu. Po eni razlagi naj bi Álmoš boljši politični položaj pridobil zaradi tega, ker mu je kot najstarejšemu Gézinemu sinu nasledstvo pripadalo po načelu primogeniture. Po drugi strani je možno, da je bil prvorojenec v resnici Koloman, a da je Ladislav na prestolu hotel videti Álmoša- morda zato, ker je bil Koloman po zapisih sodeč grbav in šepav.

### Kraljevanje na Ogrskem
Utrjevanje ogrske države navznoter
Koloman je nadaljeval gospodarsko politiko predhodnika- cerkvi je zmanjšal prihodke in povečeval kraljeve, uvedel denar z nižjo vrednostjo, da bi se izognil razvrednotenju, z davčnimi olajšavami je razširil vojaški sloj. , pa tudi fevdalci so morali prispevati oborožence glede na velikost svojih posesti. Tako se je krepila centralna oblast, s katero je začel že Ladislav, in tako lahko rečemo, da je Koloman dokončal proces konsolidacije državnega vodstva. Po drugi strani se je že Koloman moral soočati tudi s posledicami politike preteklih vladarjev, ki so v zameno za vojaško služenje, velikašem razdelili sorazmerno veliko kronske posesti.
Pri utrjevanju ogrske države se je Koloman oprl tudi na vlogo zakonodaje. Čeprav je omilil Ladislavove zakone, je tudi sam  sprejel več pomembnih zakonov in predpisov. S predpisi je ostro je nastopil proti ostankom poganstva, po drugi strani pa je določil, da naj »o čarovnicah ne delajo nikakršnih raziskav in naj jih ne iščejo, ker ne obstajajo«.
Da bi Ogrska pod Kolomanom lahko delovala kot trdna država, je moral kralj urediti odnos s svojim upornim bratom Álmošem. Ko je bil npr. Koloman v zunanji politiki poražen v boju za rusko dediščino,  je doma Álmoš nadaljeval z akcijami proti vladarju. Koloman je tedaj Álmoša dal odstaviti s položaja vojvode v Nitri in Biharju, omenjeni apanažni vojvodini pa sta tedaj za vedno prenehali obstajati. Ker je bil Álmoš stalna grožnja tako Kolomanu kot njegovemu sinu Štefanu ter izvor nestabilnosti v ogrski državi, ga je dal Koloman po šesti zaroti leta 1113 zajeti in skupaj z njegovim sinom Bélo oslepiti.  Kralj je menda zaukazal tudi kastracijo sinčka Béle, a naj bi se rabelj otroka usmilil in namesto njega kastriral psa, pasje testise pa prinesel Kolomanu kot dokaz za skopljenje dečka. Takšna kazen je bila v tistih časih primerjalno gledano precej mila, saj je upornik proti oblasti ostal živ.
Odnos do cerkve
Kolomanov odnos do cerkve je bil večplasten. Po eni strani je cerkvi zmanjšal prihodke in na ta način povečeval kraljeve, po drugi strani pa je preganjal ostanke poganstva. V začetku investiturnega boja ogrski vladar ni podpiral papeža, leta 1106 pa je spremenil svoje mnenje in se odrekel pravici do umeščanja madžarskih škofov, obenem pa je sprejel načelo celibata za krščanske duhovnike. Velja omeniti, da je Koloman v zadnjih letih življenja živel vse bolj odmaknjeno in je tolažbo iskal v religioznosti.
Uspehi in neuspehi v zunanji ogrski politiki
Na začetku njegove vladavine so se pričeli križarski spopadi. Koloman je leta 1096 pomagal discipliniranim križarskim vojskam, a vojskam, ki so bile na slabem glasu, ni pustil v državo. To lahko štejemo za prvi veliki zunanjepolitični uspeh v Kolomanovi zunanji politiki.
Brat Álmoš se mu je uprl kar šestkrat, prvič že leta 1098, vsakokrat pa se je skušal opreti na zunanjo pomoč, enkrat na nemško, drugič na rusko ali poljsko. Ko je bil Koloman leta 1108 zaposlen z bojem za dediščino v kijevski veliki kneževini, je doma Álmoš nadaljeval z akcijami proti vladarju. Koloman je bil v boju za rusko dediščino poražen, uspelo pa mu je urediti domače razmere. Álmoš se je namreč povezal z nemškim kraljem Henrikom in s Čehi, toda Koloman je ta upor zatrl ter sovražne vojske zaustavil. To je bil velik dosežek, saj je pomenilo konec dolgotrajnega nemškega vpletanja v ogrsko notranjo politiko.
Težave z bratom so se nadaljevale v ogrsko-bizantinskih odnosih. Ladislavova hčer Piroška, sestrična Álmoša in Kolomana, je bila od leta 1104 bizantinska cesarica z imenom Irena, žena  Ivanom II. Komnenom. Bizantinski cesar je tako lahko izkoriščal notranje spore med Árpádovci, zato je Álmošu ponudil zatočišče. Tako ni čudno, da se je ob Kolomanovi smrti oslepljeni Álmoš umaknil v Bizanc.
Največji politični dosežek v ogrski zunanji politiki je nedvomno velik uspeh v boju za hrvaško dediščino. Stric Ladislav I. se je že leta 1091 vpletel v nasledstvene boje v tej deželi, kjer je izumrla dinastija Trpimirovićev. Ogrski kroni je Ladislav pripojil Slavonijo ter leta 1091 zasedel še del hrvaškega Primorja. Ladislavova napaka je bila, da se je v boj za hrvaško krono vpletel brez soglasja papeža Urbana II. in bizantinskega cesarja Alekseja I. Komnena. Verjetno so prav Bizantinci nad Ogre poslali Kumane, kar je začasno ustavilo ogrski prodor na Hrvaško. V Dalmaciji in na Hrvaškem se je beneški vpliv tako okrepil, da se je dož razglašal ne le za kneza  Dalmacije, ampak tudi že za kneza Hrvaške. Nazadnje je Hrvatom (morda z bizantinsko pomočjo) uspelo, da so za nekaj let na prestol postavili domačega vladarja Petra.
Za ogrski uspeh v boju za hrvaško dediščino je bilo odločilno to, da se je po letu 1096 moč Ogrske nasproti Bizancu okrepila. Bizantinci so se tedaj namreč ukvarjali z vpadi križarjev, zato so  Dalmatinsko témo v upravo prepustili Benečanom. Koloman, ki je bil sprva škof, se je uspel sporazumeti tudi s papežem Urbanom II., Tako je leta 1097 ogrski kralj napadel Hrvaško, prodrl vse do Dalmacije, na gori Gvozd (oziroma Gozd) pa je ogrska vojska premagala Hrvate in ubila njihovega kralja Petra. Koloman se je uspel dogovoriti celo z Benetkami, tako da je leta 1097 pod svojo oblast pridobil tudi Dalmacijo. Koloman se je celo že dal imenovati za »vojvodo Dalmacije in Hrvaške«. Toda tudi Koloman se je leta 1099 iz Hrvaške in Dalmacije umaknil, ker je v Galiciji doživel poraz proti Kumanom in Rusom. Šele leta 1002 je Koloman vnovič z vojsko odšel na Hrvaško. V naslednjih letih je Kolomanu uspelo, da sta Ogrska in Hrvaška po mirni poti postali del personalne unije pod istim vladarjem.

### Kraljevanje na Hrvaškem
Koloman je bil pri uveljavljanju svoje oblasti nad  hrvaško dediščino zelo potrpežljiv- šele leta 1102 se je dal v Biogradu okronati za kralja Hrvaške. Čeprav na Hrvaškem kar nekaj let  ni bilo nobenega oblastnika, se je Koloman namreč odločil, da si bo Hrvaško pridobil po mirni poti, ker dotedanja napada in sklepanje dogovora s papežem očitno niso omogočili, da bi Hrvaško obvladal. Poleg tega se je tudi Bizanc že rešil križarjev, brez trdne oblasti na Hrvaškem pa Koloman ni mogel pomisliti na osvajanje Dalmacije.
Koloman je hrvaškemu plemstvu zagotovil njihove stare pravice, vključno z davčnimi olajšavami, pri čemer so Kolomana leta 1102 v Biogradu po starem hrvaškem običaju okronali za hrvaškega kralja. Čeprav je bila Hrvaška z Ogrsko pravno gledano le v personalni uniji oziroma v državni skupnosti, je nastop Kolomanove oblasti dejansko pomenil okrnitev hrvaške neodvisnosti, saj se je politično središče te meddržavne skupnosti preneslo na Ogrsko. Čeprav je Hrvaška zadržala mnoge svoje pravice, dejansko ni več samostojno odločala o mednarodnih vezeh in tudi pri notranjem razvoju ni bila več povsem suverena. Koloman se je kmalu zatem moral ukvarjati z upornim bratom Álmošem in je Hrvaško zapustil, a je svoje pravice do upravljanja hrvaške države prenesel na sina Štefana. S tem se je za čas do vladavine Béle IV. uveljavila ogrska tradicija, da ogrski kralj svojemu sinu zagotovi ogrski prestol tako, da ga že za svojega življenja naredi za hrvaško-dalmatinskega »kralja«.
Koloman je bil posebej potrpežljiv pri uveljavljanju oblasti nad dalmatinskimi mesti, ker bi vojaška akcija lahko sprožila hude spore z Benečani, ki so imeli témo Dalmacijo ponovno v upravi, in Bizantinci. Leta 1103 se je bizantinski cesar poročil z Ladislavovo hčerko, Bizanc pa je oslabel zaradi spopadov z Normani, tako, da je Koloman leta 1105 uspel vkorakati v večji del Dalmacije, vključno z Zadrom, tako, da je zavladal vsemu ozemlju, na katerem so kdaj vladali ali imeli vpliv Trpimirovići (Slavonija, Hrvaška, dalmatinska mesta in območje Neretljanov). Med letoma 1103 in najkasneje do 1109 je Hrvaški z ogrsko podporo uspelo osvojiti tudi Trogir in Split,  nato pa še otoke Krk, Rab in Osor, torej celotno dotedanjo bizantinsko temo. Mnoga mesta so za priznanje ogrske oblasti dobila potrjene privilegije.
Po priključitvi téme Dalmacije Hrvaški, si je Koloman kot hrvaški kralj nadel naziv »kralj Hrvaške in Dalmacije«. Ker Koloman osebno ni mogel vladati hrvaško-dalmatinskemu prostoru, je tamkaj za vladanje postavil svojega  namestnika (hrvaško ban, madžarsko bánt). Po ogrskem vzoru je kralj v Slavoniji pričel uvajati kraljeve županije (Zagrebška, Križevska in Varaždinska), čeprav so poleg njih  še naprej obstajale tudi nekatere stare župe. Na ozemlju ožje Hrvaške in Dalmacije so fevdalni procesi preveč napredovali in kraljeve zemlje ni več bilo veliko. Zaradi tega tam ni bila organizirana nobena kraljevska županija. V dalmatinskih mestih je Koloman za škofe umeščal Madžare, kar je izzvalo odpor, Bizanc pa je namesto trajne izgube téme Dalmacije raje videl, da je bila ta téma pod beneško upravo. V teh okoliščinah so Benetke leta 1112 od Bizanca uspele dobiti dovoljenje, da osvojijo Dalmacijo. To dovoljenje so tudi dobile in tako so leta 1115 pričele z desetletno vojno, na katero Koloman ni bil pripravljen, tako, da je Hrvaška že leta 1116, v letu Kolomanove smrti, izgubila celotno ozemlje ponovno vzpostavljene téme